# Lagenorhynchus obliquidens
Lagenorhynchus obliquidens — вид родини дельфінових. Мешкає в прохолодних і помірних водах північної частини Тихого океану. Живе в глибоких водах, можливо, цілий рік.

## Опис
Триколірний. Підборіддя, горло і живіт біло-кремового кольору. Дзьоб, ласти, спина і спинний плавник темно-сірі. Є світло-сірі плями з боків і ще світло-сіра смужка, що проходить від вище очі до низу спинного плавника. Самиці важать до 150 кілограмів, а самці 200 кг; самці сягають 2,5 метрів, самиці 2,3 метрів довжини. Самиці досягають зрілості в 7 років. Період вагітності становить один рік. Живуть 40 років і більше. Мають в середньому 60 зубів.

## Поведінка
Харчуються широким розмаїттям дрібних риб (наприклад, анчоуси, сайра, ставрида, хек), а також головоногими молюсками. Є дуже активним представником родини, змішується з багатьма іншими видами китоподібних, легко наближається до човнів. Плавають в групах по 10—100 особин. Часто можна побачити як вони роблять сальто. Часто піклуються про хворих або поранених товаришів. Кожен індивідуум ідентифікує себе унікальним особистим свистом. 

## Стосунки з людиною
Добре адаптується до неволі. Майже 50 особин проживають в дельфінаріях в Північній Америці і Японії.